# シチェク
シチェク（ウクライナ語 / ロシア語: Щек）は中世ルーシ（キエフ・ルーシ）期の年代記に登場する伝説的な人物である。それによれば、シチェクはポリャーネ族のクニャージであり、兄弟のキー、ホリフと共にそれぞれが集落を築き、後に統合して都市が形成された。都市は長男キーの名をとってキエフと名づけられたという。
現キエフには、おそらくシチェクに由来すると思われる、シチェカウィチャ山(ru)（ウクライナ語: Щекавиця）が存在する。